# Crytea dubia
Crytea dubia là một loài tò vò trong họ Ichneumonidae.